# Tonganoxie
Tonganoxie est une municipalité américaine située dans le comté de Leavenworth au Kansas. Lors du recensement de 2010, sa population est de 4 996 habitants.

## Géographie
Tonganoxie se trouve dans le nord-est du Kansas au sein de l'aire métropolitaine de Kansas City. Elle est directement reliée à Kansas City et Lawrence par la U.S. Route 40.
Selon le Bureau du recensement des États-Unis, la municipalité s'étend en 2010 sur une superficie de 3,67 mille carré (9,51 km2), dont 0,01 mille carré (0,03 km2) d'étendues d'eau.

## Histoire
La ville est fondée le 21 juillet 1866 sous le nom de Tonge-Noxie, en l'honneur d'un chef amérindien local membre de la tribu des Lenapes,. L'orthographe actuelle est adoptée en 1900.

## Démographie
La population de Tonganoxie est estimée à 5 444 habitants au 1er juillet 2017.
| Groupe          | Tonganoxie (2016) | Kansas (2017) | États-Unis (2017) |
| --------------- | ----------------- | ------------- | ----------------- |
| Blancs          | 95,4              | 86,5          | 76,6              |
| Métis           | 2,2               | 3,0           | 2,7               |
| Afro-Américains | 1,1               | 6,2           | 13,4              |
| Amérindiens     | 0,8               | 1,2           | 1,3               |
| Asiatiques      | 0,5               | 3,1           | 5,8               |
|                 |                   |               |                   |
| Hispaniques     | 3,8               | 11,9          | 18,1              |

Le revenu par habitant était en moyenne de 28 797 dollars par an entre 2012 et 2016, entre la moyenne du Kansas (28 478 dollars) et la moyenne nationale (29 829 dollars). Sur cette même période, 6,2 % des habitants de Tonganoxie vivaient sous le seuil de pauvreté (contre 12,1 % dans l'État et 12,7 % à l'échelle des États-Unis).